# Потомак-Ярд (станция метро)
Потомак-Ярд (англ. Potomac Yard) — станция Вашингтонгского метрополитена, совместная станция Синей и Жёлтой линий, открытая 19 мая 2023 года.
Она находится в ведении Управления общественного транспорта Вашингтона (WMATA), обслуживает как синюю, так и желтую линии. Занимает площадь 7,5 миллионов квадратных футов (700 000 м2 ). Комплекс Potomac Yard смешанного назначения, ограниченный Ричмондским шоссе (US Route 1) и Мемориальным бульваром Джорджа Вашингтона. Станция построена на месте Потомак-Ярд, бывшей железнодорожной грузовой станции.

## История
Потомакская верфь была одной из самых загруженных железнодорожных станций на востоке США, обрабатывая тысячи вагонов ежедневно с 1906 по 1982 год.
В конце 1990-х годов реконструкция торговых и жилых помещений площадью 300 акров (120 га) началась со строительства торгового центра Potomac Yard. Также планировалось построить станцию метро между Брэддок-роуд и Национальным аэропортом на синей и желтой линиях.
В июне 2008 года Комиссия по планированию Александрии одобрила проекты с более высокой плотностью населения в центре города недалеко от предполагаемой станции Потомак-Ярд.
12 июня 2010 года городской совет Александрии проголосовал за изменение зон территории Северного Потомакского двора площадью 69 акров (28 га) для переустройства крупного торгового центра Potomac Yard площадью 600 000 кв. футов (56 000 м2) в торговый центр площадью 7,5 млн. кв. футов (700 000 м2), многофункциональная застройка сосредоточена вокруг предлагаемой станции. Перед строительством станции изменено зонирование Северного Потомак-Ярда, что позволит построить 1,4 млн. кв. футов (130 000 м2) новой застройки, а вторая фаза позволит построить 3,7 млн. кв. футов (340 000 м2). После того, как станция будет введена в эксплуатацию, завершится окончательная застройка.
Открытие станции планировалось в 2019 году, затем в 2022 году, но из-за ряда проблем, в том числе — с АСУ движением, открытие было отложено, в итоге открытие произошло в мае 2023 года.

## Характеристика
Расположенная у транспортного узла Потомак-Ярд в независимом городе Александрия, штат Виргиния, станция представлена двумя боковыми платформами.

## Эксплуатация
Планы по сооружению станции начались в конце 1990-х годов после перепланировки местности самого загруженного транспортного узла на Восточном побережье США Потомак-Ярд.
Станция открыта на действующем участке между Вашингтонским национальным аэропортом имени Рональда Рейгана и Брэддок-роуд, тем самым став второй в Вашингтонском метрополитене по такому способу открытия, — первой была НоМа — Галлодет-Ю на красной линии, открытая в 2004 году.